# Паскал Цубербилер
Паскал Цубербилер (8. јануар 1971) бивши је швајцарски фудбалер који је играо на позицији голмана.
Наступао је углавном за швајцарске клубове у које се убрајају Грасхопер, Базел, Арау и Нешател Ксамакс, а играо је још и за Бајер Леверкузен, Вест Бромич албион и Фулам.
Представљао је Швајцарску на Европским првенствима 2004. и 2008. и на Светском првенству 2006. Тада је бранио на све четири утакмице и Швајцарска је била једина репрезентација која је елиминисана без примљеног гола.
Радио је као тренер голмана Филипина и Дарби каунтија.